# Свети Георги (Якоруда)
Вижте пояснителната страница за други значения на Свети Георги.
„Свети Георги“ е православна църква в град Якоруда, област Благоевград, България, част от Неврокопската епархия на Българската православна църква.

## История
На 27 юли 1996 година е учредена и на 26 февруари 1997 година е регистрирана в Благоевград Фондация „Свети Георги Победоносец“, която си поставя за задачи „възстановяване на църквата „Св. Георги“, разрушена от турските поробители; възстановяване на закритата през 1990 г. музейна сбирка в Якоруда и възстановяване на Паметника на българските войници на родопския връх Велийца в якорудското землище, загинали в първата атака на Балканската война 1912 г. за освобождението на родния край от турско робство“. Председател на фондацията е якорудският учител по география Живко Сахатчиев. Фондацията започва да строи църква в местността Джерджевденската църква по долината на река Якорущица. При строежа на храма до него е открита раннохристиянска базилика и некропол. Новата църква е осветена на 17 май 1998 година. В 2003 г. е завършен цялостният църковен комплекс с ограда, магерница, костница, чешма и асфалтирания път до нея. Храмът е изписан отвътре и има красиви мозаечни икони отвън. От двете страни на входната врата има два големи стенописа, които представят предполагаемата ислямизация на Якоруда в 1666 – 1669 година и разрушаване на църквата „Свети Георги“.